# Росбанк Дом
«Росбанк Дом» — дочернее подразделение (филиал) Росбанка, отвечающее за ипотечное кредитование.
«Росбанк Дом» образован в 2019 году в результате присоединения к ПАО Росбанк АО «КБ ДельтаКредит».

## История
В 1998 году зарегистрировано ЗАО «Дж. П. Морган Банк» как российское подразделение J.P. Morgan Bank.
В 2001 году у банка сменился состав собственников и он был реорганизован в ЗАО «КБ ДельтаКредит».
С 2005 года является дочерней компанией международной финансовой группы Société Générale.
В 2014 году банк сменил организационно-правовую форму и стал АО «КБ ДельтаКредит».
В 2019 году АО «КБ ДельтаКредит» был присоединён к Росбанку (который также входил в группу Société Générale) как филиал «Росбанк Дом».
В 2020 году Росбанк Дом выдал ипотечных кредитов на общую сумму более 110 миллиардов рублей.
В 2020 году «Росбанк Дом» и группа «Самолёт» провели первую для банка и одну из первых в России ипотечную онлайн-сделку.
В 2021—2023 годах «Росбанк Дом» становился финалистом ряда профильных премий и наград
В конце 2024 года Росбанк присоединился на правах филиала к Т-Банку.